# Марцевич Людмила Леонідівна
Людми́ла Леоні́дівна Марце́вич (нар. 1945 року) — радянська і українська піаністка, педагог, професор (2002). Заслужена артистка УРСР (1982). Народна артистка України (1994).

## Кар'єра
Міністерство культури України. Національна музична академія імені П. І. Чайковського. Народна артистка України, професор Людмила Марцевич (фортепіано):
Музичну освіту одержала в Одеській середній спеціальній музичній школі імені П. С. Столярського і Одеській державній консерваторії імені А. В. Нежданової у класах професорів М. Старкової, Є. Вауліна, Л. Гінзбург. Закінчила аспірантуру Київської державної консерваторії імені П. І. Чайковського (нині Національна музична академія України імені П. І. Чайковського) в класах професорів Я. Зака (Москва) та В. Сєчкіна (Киїів).
Інтенсивну концертну діяльність розпочала ще ученицею 10 класу в 1963 році після перемоги на Українському конкурсі піаністів імені М. В. Лисенка (Перша премія). Постійно виступала із сольними концертами та у супроводі симфонічних і камерних оркестрів під орудою видатних диригентів: Н. Рахліна, С. Турчака, Ф. Глущенка, І. Блажкова, В. Гнєдаша, В. Сіренка, А. Калабухіна, У. Шнайдера та багатьох інших. Неодноразово гастролювала у Франції, Німеччині, Норвегії, Словаччині, Іспанії, Кореї, Польщі, США, Китаї, Кувейті, у всіх країнах колишнього Радянського Союзу. Всього за роки творчої діяльності піаністка зіграла понад 7000 концертів.
У 1982 році Людмилі Марцевич було присвоєно почесне звання Заслуженої артистки УРСР, у 1994 році — Народної артистки України.
У репертуарі піаністки — найскладніші твори композиторів епохи класицизму, романтизму, імпресіонізму, сучасних авторів. Артистка часто ставала першим виконавцем багатьох творів  українських композиторів, зробила численні записи у фонд Українського радіо і телебачення. Під час гастрольної подорожі до США була ініціатором і організатором конференції і великого концерту в місті Нью-Йорку, присвячених пам'яті основоположника української музики М. В. Лисенка.
Преса підкреслює глибину концепції і особливий філософський підхід до виконуваного репертуару, романтичну піднесеність, благородство звуку, виключну артистичність, вміння побудувати велику форму і затримати увагу на підтексті музичного твору, індивідуальне бачення композиції, художню зрілість інтерпретації та гармонійне поєднання технічної досконалості, бездоганного смаку, вишуканості і творчого натхнення виконавиці.
У березні 2010 року Людмила Марцевич започаткувала авторський проект у Колонному залі імені Лисенка Національної філармонії України «Життя композиторів у музиці і листах» якиї відразу отримав високу оцінку слухачів і преси. Відбулися концерти, присвячені пам'яті Ф. Шопена, Л. Бетховена, П. Чайковського, С. Рахманінова, М. Лисенка, П. Віардо та І. Тургенєва.
З 1976 року паралельно з блискучою концертною розпочалася і педагогічна діяльність піаністки у Київській державній консерваторії імені П. Чайковського, з 1987 року вона — доцент, а з 2002 року — професор Національної музичної академії України імені  П. І. Чайковського, виховала  багато талановитих музикантів, які працюють в Україні та за кордоном.

## Відгуки преси
«…..Людмила Марцевич продемонструвала виняткові динамічні контрасти: від оркестрового „tutti“ до ніжного звучання та співу роялю, прозорого, кришталевого „piano“, …. це було феноменально..»
                                          Газета «Arensburger Zeitung»  
«….Піаністка, над якою ореол унікальної артистичної особистості, Л. Марцевич вміє відрізняти сентиментальність і пристрасть — це видає її духовний ранг, інтелект і майстерність..»
                                         Газета «Snormarner Tageblatt»
«…У творах Шопена Л. Марцевич проявила себе як художниця, яка внутрішньо невимушено відроджувала ніжні мелодії, філігранність і вишуканість. Чудово об'єдналися повільні підйоми мелодії зі стрімкими підголосками, а блискучі пасажі звучали так, ніби кінчиками пальців вона торкалася ніжної порцеляни…»
                                           Стаття «Апогей піаністки»                                           
                                           Газета «Lübecker Nachtrichter»
«…На високому художньому рівні подарувала любецькій публіці прекрасний вечір українська піаністка Людмила Марцевич в концертному залі Колоссеум..»
«…Навіть у стрімких пассажах „fortissimo“ звук роялю був не жорстким, а нервово пружним, який демонструє блискучу техніку київської піаністки. Творам Ф. Шопена була притаманна блискуча ясність, бездоганний смак, власне розуміння і трактування..»
                                               Стаття «Артистка світового рівня»
                                               Газета «Lübecker  Allgemeine Zeitung»
«….26 травня 2008 року в  переповненому  Колонному  зал  імені  М. В. Лисенка  Національної філармонії  України  відбувся  сольний  концерт, який  засвідчив  повноту  артистичної  зрілості Людмили  Марцевич, невичерпність  молодої  енергії, багатство  та різноманітність її творчих спрямувань…  Вибагливо  вибудувана  програма засвідчила інтелектуальну вишуканість світосприйняття та творчого мислення піаністки… Ніжна, вродлива, висока, вона силою артистичного професіонального впливу втілює фантастичну художню ілюзію наближення до недосяжної мрії… Хочеться побажати від душі побажати щастя й творчої життєдайності Людмилі Марцевич..»   
                                                       Стаття  «Квіти від Шопена»
                                                       Газета «Культура і життя»

## Творчість
Людмила Марцевич виконує твори класичної спадщини, епохи романтизму, сучасних авторів.

## Нагороди
- Лауреат V Міжнародного конкурсу молодих піаністів Алемдара Караманова (Сімферополь, 14–21 листопада 2005 р.) (як педагог)[1]